# 市川寛子
市川 寛子（いちかわ ひろこ、1979年12月7日 - ）は、テレビ朝日社員で、元アナウンサーである。

## 経歴・人物
愛知県名古屋市生まれ。京都府京都市及び神奈川県横浜市で育つ。弟がいる。子供の頃、父は仕事柄転勤が多く、小学生時代の大半と中学の途中まで京都で過ごした。
神奈川県立柏陽高等学校を経て、1998年青山学院大学経済学部入学。大学2年時の1999年にミス青山学院に選ばれている。在学中にドラマ出演やファッション雑誌の読者モデルを経験。
学生時代にはアイスクリーム屋でのアルバイトのほか、テレビ局でアルバイトをした経験があり、その経験からアナウンサーになりたいと思ったという。
留学生活を含めた5年間の大学生活を終え、2003年4月にテレビ朝日 に入社。入社2年目から出演していた『報道ステーション』では気象情報を担当していたことと、先輩の川瀬眞由美に勧められたこともあり、アナウンサーの仕事の傍らで勉強を重ね、取得を目指していた気象予報士の試験に、3度目の挑戦で合格したことを、2006年11月8日付のテレビ朝日ホームページの「アナウンサーズ」の市川自身のパーソナルページでの自身の近況報告にて発表。また気象予報士で結成している特定非営利活動法人 気象キャスターネットワークにも参加している。
2009年4月から2011年3月まで『報道ステーション』のサブキャスター、2011年4月から2015年3月まで『スーパーJチャンネル』（土曜・日曜）のキャスターを担当、気象情報コーナーでは気象予報士の肩書で登場していた。
2012年11月にテレビ朝日同僚社員と結婚。
入社後や大学在学中の留学体験などを題材に2013年に著書『美しい日本語と気くばりのすすめ』を出版。
2015年6月4日、第1子女児を出産。2016年5月30日、産休からの復帰を発表。
2017年5月14日、第2子妊娠を発表。第2子男児出産後、産休・育休を経て、2019年2月に職場復帰。2019年7月1日付けでアナウンス職を離れ、広報局広報部へ異動となった。

## 主な番組歴
- 2003年4月、テレビ朝日入社。同年夏の全国高校野球選手権大会中継（朝日放送〈現：朝日放送テレビ〉）にて、甲子園球場のアルプススタンドリポーター[1] として、アナウンサーとしてデビュー。
- 2004年4月、『報道ステーション』のお天気キャスターに就任[1]。
- 2009年4月、『報道ステーション』のサブキャスターに就任[1]。
- 2011年4月、『報道ステーション』を降板、同月『ANNスーパーJチャンネル』（週末版）キャスターに就任。
- 2015年3月、産休に入る為『ANNスーパーJチャンネル』（週末版）を降板。

## 過去の出演番組
- モナリザの微笑（フジテレビ、2000年1月 - 2000年3月） - アシスタント役
- 花村大介（関西テレビ、2000年7月 - 2000年9月） - 保育士役
- 御臨終 エントリーNo.3 カイヤ　バラエティの女神。（日本テレビ、2001年6月18日）
- News Access（BS朝日、不定期）
- はい!テレビ朝日です（2003年10月 - 2004年9月） - リポーター、アシスタントMC
- 朝いち!!やじうま / 朝のANNニュース（2003年10月 - 2004年3月） - キャスター、担当アナウンサー
- 徳光&史朗の暴走おやじアナ（2003年度） - 2代目・四の五の娘
- アメトーク!・テレビ朝日女子アナスペシャル（2004年11月29日） - ゲスト
- クイズプレゼンバラエティー Qさま!!（2007年7月23日） - 解答者
- 二人の食卓 ～ありがとうのレシピ～（2007年10月 - 2012年3月） - アシスタント
- 列島異変2008（2008年9月20日） - リポーター
- 選挙ステーション（衆参両議院議員選挙などの国政選挙が行なわれる際に放送） - スタジオアシスタント、リポーター
- 報道ステーション（2004年4月 - 2011年4月） - （2004年4月5日 - 2009年3月31日）、サブキャスター（2009年4月1日 - 2011年4月1日）
- そうだったのか!池上彰の学べるニュース 年またぎ7時間半スペシャル!!（2011年12月31日 - 2012年1月1日） - 質問受付センター担当兼ニューステスト進行
- 桑潟幸一准教授のスタイリッシュな生活（2012年2月 - 2012年3月） - 第4話から最終話までナレーターを担当
- つながろう!ニッポン第四部「レンズが震えた!311映像の証言」 （2012年3月11日）- アシスタント
- アタラシーノ（2011年10月 - 2012年3月29日、木曜） - 進行
- ボーイズ・オン・ザ・ラン（2012年9月7日） - 最終話で報道キャスター役
- 若大将のゆうゆう散歩（2012年5月25日 - 2012年9月14日、月1回金曜） - 「土井善晴のおいしい散歩」2代目パートナー
- 雑学家族（2012年4月28日 - 2013年3月23日） - 番組内「雑学放送局」アナウンサー役
- 警部補 矢部謙三2 第1話（2013年7月5日、テレビ朝日） - ワイドショー司会者（本人） 役

## 著書
- 『美しい日本語と気くばりのすすめ』サンリオ、2013年9月。ISBN 9784387130499。

## 関連人物

### 同期アナウンサー
- 大木優紀（退社）
- 前田有紀（退社）
- 川松真一朗（東京都議会議員）

### その他
- 川瀬眞由美（元アナウンサー、神奈川県立柏陽高等学校の先輩でもある）
- 古舘伊知郎（フリー）
- 武内絵美（アナウンサー）
- 河野明子（退社）